# Buettikoferella bivittata
Buettikoferella bivittata là một loài chim thuộc chi đơn loài Buettikoferella trong họ Locustellidae.